# Изюмов, Владимир Николаевич
Владимир Николаевич Изюмов (13 августа 1977, Сокол, Вологодская область — 1 марта 2000, Шатойский район, Чечня) — гвардии рядовой Вооружённых Сил Российской Федерации, участник антитеррористических операций в период Второй чеченской войны, погиб при исполнении служебных обязанностей во время боя 6-й роты 104-го гвардейского воздушно-десантного полка у высоты 776 в Шатойском районе Чечни.

## Биография
Владимир Николаевич Изюмов родился 13 августа 1977 года в городе Соколе Вологодской области. После окончания средней школы поступил на учёбу в Сокольское профессионально-техническое училище № 10.

## Военная служба
В 1997 году завершил учёбу и в том же году был призван на службу в Вооружённые Силы Российской Федерации. Срочную службу проходил на Военно-морском флоте. После демобилизации решил продолжить службу в армии на контрактной основе. Освоил воинскую специальность гранатомётчика (стрелка-оператора), служил в 6-й парашютно-десантной роте 104-го гвардейского воздушно-десантного полка.
С началом Второй чеченской войны в составе своего подразделения рядовой Владимир Изюмов был направлен в Чеченскую Республику. Принимал активное участие в боевых операциях.
С конца февраля 2000 года его рота дислоцировалась в районе населённого пункта Улус-Керт Шатойского района Чечни, на высоте под кодовым обозначение 776, расположенной около Аргунского ущелья. 1 марта 2000 года десантники приняли здесь бой против многократно превосходящих сил сепаратистов — против всего 90 военнослужащих федеральных войск, по разным оценкам, действовало от 700 до 2500 боевиков, прорывавшихся из окружения после битвы за райцентр — город Шатой. Гвардии рядовой Владимир Изюмов был одним из двенадцати бойцов разведывательной группы, присоединившейся к основным силам роты незадолго до начала активной фазы боя. Вместе со всеми своими товарищами он отражал ожесточённые атаки боевиков Хаттаба и Шамиля Басаева. В том бою Изюмов погиб, как и 83 его сослуживца.
Похоронен на Центральном кладбище города Сокола Вологодской области.
Указом Президента Российской Федерации гвардии рядовой Владимир Николаевич Изюмов посмертно был удостоен ордена Мужества.

## Память
- В честь Изюмова названа улица нового микрорайона на востоке города Сокола Вологодской области[3].
- В Соколе установлен памятник Владимиру Изюмову[4].
- Мемориальная доска в память об Изюмове установлена на здании Сокольского ПТУ № 10[2].
- Имя Изюмова увековечено на мемориале воинам-десантникам 6-й роты в Пскове и на мемориале сокольчанам, погибшим во время боевых действий.